# Zvezdan, Srbija
Zvezdan (izvirno srbsko Звездан) je naselje v Srbiji, ki upravno spada pod Mesto Zaječar; slednja pa je del Zaječarskega upravnega okraja.

## Demografija
V naselju živi 1407 polnoletnih prebivalcev, pri čemer je njihova povprečna starost 43,9 let (42,2 pri moških in 45,7 pri ženskah). Naselje ima 538 gospodinjstev, pri čemer je povprečno število članov na gospodinjstvo 3,11.
To naselje je, glede na rezultate popisa iz leta 2002, večinoma srbsko.
|  |

| Demografija | Demografija     | Demografija     |
| Leto        | Št. prebivalcev | Št. prebivalcev |
| ----------- | --------------- | --------------- |
|             |                 |                 |
|             |                 |                 |
|             |                 |                 |
|             |                 |                 |
| 1948        | 1583            |                 |
| 1953        | 1630            |                 |
| 1961        | 1804            |                 |
| 1971        | 1799            |                 |
| 1981        | 1837            |                 |
| 1991        | 1595            | 1569            |
| 2002        | 1711            | 1675            |
|             |                 |                 |

| Etnična sestava po popisu iz leta 2002 | Etnična sestava po popisu iz leta 2002 | Etnična sestava po popisu iz leta 2002 | Etnična sestava po popisu iz leta 2002 | Etnična sestava po popisu iz leta 2002 |
| -------------------------------------- | -------------------------------------- | -------------------------------------- | -------------------------------------- | -------------------------------------- |
| Srbi                                   | Srbi                                   |                                        | 1.640                                  | 97,91%                                 |
| Jugoslovani                            | Jugoslovani                            |                                        | 13                                     | 0,77%                                  |
| Črnogorci                              | Črnogorci                              |                                        | 2                                      | 0,11%                                  |
| Vlahi                                  | Vlahi                                  |                                        | 2                                      | 0,11%                                  |
| Makedonci                              | Makedonci                              |                                        | 1                                      | 0,05%                                  |
| Bošnjaki                               | Bošnjaki                               |                                        | 1                                      | 0,05%                                  |
| Neznano                                | Neznano                                |                                        | 3                                      | 0,17%                                  |